# Bayu (Peusangan)
Bayu is een bestuurslaag in het regentschap Bireuen van de provincie Atjeh, Indonesië. Bayu telt 402 inwoners (volkstelling 2010).